# Szymon Nacewicz
Szymon Nacewicz (ur. 1845 – zm. ?) – uczestnik powstania styczniowego i powstania zabajkalskiego.
Był włościaninem z powiatu mariampolskiego guberni augustowskiej. Walczył w oddziale, wykonywał wyroki. Skazany na karę śmierci, zamienioną na 10 lat ciężkich robót w twierdzach. Katorgę odbył przy budowie drogi bajkalskiej. Za udział w powstaniu w 1866 roku powtórnie osądzony i skazany na katorgę bezterminową. Wysłany pieszo i w kajdanach do warzelni soli w Ust'-Kut, a w 1869 przeniesiono na katorgę nerczyńską.